# Brasilianit
Brasilianit ist ein eher selten vorkommendes Mineral aus der Mineralklasse der „Phosphate, Arsenate und Vanadate“ mit der chemischen Zusammensetzung NaAl3[(OH)2|PO4]2 und damit chemisch gesehen ein Natrium-Aluminium-Phosphat mit zusätzlichen Hydroxidionen.
Brasilianit kristallisiert im monoklinen Kristallsystem und entwickelt meist kurzprismatische oder isometrische Kristalle, kommt aber auch in Form radialstrahliger, körniger oder massiger Mineral-Aggregate vor. In reiner Form ist Brasilianit farblos und durchsichtig. Durch vielfache Lichtbrechung aufgrund von Gitterfehlern oder polykristalliner Ausbildung kann er aber auch durchscheinend weiß sein und durch Fremdbeimengungen eine gelbliche bis grünlichgelbe Farbe annehmen.

## Etymologie und Geschichte
Erstmals als eigenständiges Mineral erkannt und wissenschaftlich beschrieben wurde Brasilianit 1945 durch Frederick H. Pough und Edward P. Henderson. Als Typlokalität gilt Conselheiro Pena bei Minas Gerais in Brasilien und nach diesem Fundort (Brasilien) wurde das Mineral auch benannt. Bekannt war der Brasilianit allerdings schon vorher, wurde aber irrtümlich für Chrysoberyll gehalten.

## Klassifikation
In der veralteten 8. Auflage der Mineralsystematik nach Strunz gehörte der Brasilianit zur Mineralklasse der „Phosphate, Arsenate und Vanadate“ und dort zur Abteilung „Wasserfreie Phosphate, Arsenate und Vanadate mit fremden Anionen“, wo er zusammen mit Bøggildit, Cafarsit, Cirrolit und Lacroixit die „Kirrolith-Brasilianit-Gruppe“ mit der Systemnummer VII/B.12 bildete.
In der zuletzt 2018 überarbeiteten Lapis-Systematik nach Stefan Weiß, die formal auf der alten Systematik von Karl Hugo Strunz in der 8. Auflage basiert, erhielt das Mineral die System- und Mineralnummer VII/B.12-010. Dies entspricht ebenfalls der Abteilung „Wasserfreie Phosphate, mit fremden Anionen F,Cl,O,OH“, wo Brasilianit zusammen mit Augelith und Viitaniemiit eine unbenannte Gruppe mit der Systemnummer VII/B.12 bildet.
Auch die von der International Mineralogical Association (IMA) zuletzt 2009 aktualisierte 9. Auflage der Strunz’schen Mineralsystematik ordnet den Brasilianit in die Abteilung „Phosphate usw. mit zusätzlichen Anionen; ohne H2O“ ein. Diese ist weiter unterteilt nach der relativen Größe der beteiligten Kationen und dem Stoffmengenverhältnis der zusätzlichen Anionen und dem Phosphat-, Arsenat- bzw. Vanadatkomplex, so dass das Mineral entsprechend in der Unterabteilung „Mit mittelgroßen und großen Kationen; (OH usw.) : RO4 = 2 : 1, 2,5 : 1“ zu finden ist, wo es als einziges Mitglied eine unbenannte Gruppe mit der Systemnummer 8.BK.05 bildet.
In der vorwiegend im englischen Sprachraum gebräuchlichen Systematik der Minerale nach Dana hat Brasilianit die System- und Mineralnummer 41.05.07.01. Das entspricht ebenfalls der Klasse der „Phosphate, Arsenate und Vanadate“ und dort der Abteilung „Wasserfreie Phosphate etc., mit Hydroxyl oder Halogen“. Hier findet er sich innerhalb der Unterabteilung „Wasserfreie Phosphate etc., mit Hydroxyl oder Halogen mit (AB)2(XO4)Zq“ als einziges Mitglied in einer unbenannten Gruppe mit der Systemnummer 41.05.07.

## Kristallstruktur
Brasilianit kristallisiert monoklin in der Raumgruppe P21/n (Raumgruppen-Nr. 14, Stellung 2) mit den Gitterparametern a = 11,233 Å; b = 10,142 Å; c = 7,097 Å und β = 97.37° sowie vier Formeleinheiten pro Elementarzelle.

## Eigenschaften
Borsäure und Borax ätzen das Mineral an, Fluorwasserstoffsäure zerstört es.

## Bildung und Fundorte
Brasilianit bildet sich aus hydrothermalen Lösungen in phosphatereichen Zonen von Granit-Pegmatiten, kann aber auch metamorph in Sedimentgesteinen entstehen. Er tritt dabei in Paragenese mit verschiedenen Mineralen auf, so unter anderem mit Albit, Amblygonit, Apatiten, Augelith, Bertossait, Muskovit, Quarz, Mineralen der Turmalingruppe und Whitlockit.
Als seltene Mineralbildung konnte Brasilianit nur an wenigen Orten nachgewiesen werden, wobei weltweit bisher knapp 70 Vorkommen dokumentiert sind (Stand 2024): Salta in Argentinien; East Gippsland Shire in Australien; Paraíba und Rio Grande do Norte in der nordöstlichen Region, Espírito Santo und Minas Gerais in der südöstlichen Region von Brasilien; Waidhaus in Deutschland; Ébreuil in Frankreich; bei Dawson in Kanada; Karibib in Namibia; Spittal an der Drau in Österreich; Gatumba in Ruanda; Zamora in Spanien; Richtersveld in Südafrika; Mähren in Tschechien; sowie in den US-amerikanischen Regionen Arizona, Connecticut, Maine, New Hampshire und South Dakota.

## Verwendung

### Als Schmuckstein
Brasilianit wird ausschließlich zu Schmucksteinen verarbeitet, ist allerdings als relativ neues Schmuckmineral noch nicht sehr verbreitet. Da der Stein nur etwa die Härte von Glas besitzt, ist er gegenüber Beanspruchungen bei der Schmuckherstellung und beim Tragen empfindlich und kann als Arm- oder Fingerschmuck im täglichen Gebrauch leicht beschädigt werden. Verwechslungsgefahr aufgrund seiner Farbe besteht unter anderem mit Amblygonit, Apatit, Chrysoberyll, Beryll und Topas.